# Sulfuricaulis
Genre
Espèces de rang inférieur
- Sulfuricaulis limicola
- unclassified Sulfuricaulis sp.

Les Sulfuricaulis forment un genre de bactéries gram négatives et capables d'oxyder le soufre. Elles sont assignées à la famille Acidiferrobacteraceae dans l'ordre Acidiferrobacterales, de l'embranchement des Pseudomonadota.

## Taxonomie
Le nom correct complet (avec auteur) de ce taxon est Sulfuricaulis Kojima et al. 2016.

### Étymologie
L'étymologie du genre Sulfuricaulis est la suivante : Sul.fu.ri.cau’lis L. neut. n. sulfur, soufre; L. masc. n. caulis, queue ou tige; N.L. masc. n. Sulfuricaulis, une queue soufrée,.

### Historique
Le genre Sulfuricaulis a été décrit en 2016, à partir d'une souche de bactérienne isolé d'un lac au Japon. L'étude phylogénique sur la base de l'ARN ribosomal 16S a positionné cette souche proche de l'espèce Sulfurifustis variabilis décrite un an auparavant. Le genre Sulfuricaulis a donc été assigné à la famille Acidiferrobacteraceae dans laquelle figuraient déjà Sulfurifustis et Acidiferrobacter,.

### Liste des espèces
Selon la LPSN (3 septembre 2022), il n'y a actuellement qu'une seule espèce officiellement nommée dans le genre Sulfuricaulis, mais il existe des souches qui ne peuvent être classées dans l'espèce type :
- Sulfuricaulis limicola, espèce type
- unclassified Sulfuricaulis sp.

## Description
Lors de sa description de 2016, le genre Sulfuricaulis comprend des bactéries gram négatives. Ce sont des bacilles mobiles de 0,3 à 0,5 µm de diamètre pour une longueur de 1,2 à 6,0 μm. Le contenu en bases GC est d'environ 63%. Les bactéries peuvent croître entre 8 °C et 37 °C et étant optimale entre 28 °C et 32 °C. La croissance est possible dans une gamme de pH située entre 6,1 et 9,2 et dans un milieu sans NaCl.

## Habitat
La souche type HA15 de ce genre a été isolée des sédiments d'un lac, le lac Harutori (ja) au Japon.